# Comuna Kali, Zadar
Kali este o comună în cantonul Zadar, Croația, având o populație de 1.638 de locuitori (2011).

## Demografie
Componența etnică a comunei Kali
     Croați (99,39%)
     Necunoscut (0%)
     Neclasificat (0,31%)
Componența confesională a comunei Kali
     Catolici (96,7%)
     Fără religie și atei (2,01%)
     Necunoscută (0,61%)
     Alte religii (0,67%)
Conform recensământului din 2011, comuna Kali avea 1.638 de locuitori. Din punct de vedere etnic, majoritatea locuitorilor (99,39%) erau croați. Din punct de vedere confesional, majoritatea locuitorilor (96,7%) erau catolici, cu o minoritate de persoane fără religie și atei (2,01%). Pentru 0,61% din locuitori nu este cunoscută apartenența confesională.